# 黃清 (弘治江西進士)
黃清（1465年—？），字汝寅，江西建昌府南城县人，民籍，明朝政治人物。

## 生平
弘治二年（1489年）己酉科江西鄉試第三十五名舉人。弘治六年（1493年）中式癸丑科會試第十九名，三甲第一百九十六名進士。歷官刑部郎中，正德三年（1508年）四月升廣西布政司右參議，八年升湖廣參政。

## 家族
曾祖黃伯仲；祖父黃集洪；父黃壽，字纯仁，號松厓，成化十九年癸卯科順天鄉試舉人，贡士，官黄州府通判、涪州知州；母廖氏。具庆下。弟黄濟。